# Hubert Pierlot
Pour les articles homonymes, voir Pierlot.
 (novembre 2013).
Si vous disposez d'ouvrages ou d'articles de référence ou si vous connaissez des sites web de qualité traitant du thème abordé ici, merci de compléter l'article en donnant les références utiles à sa vérifiabilité et en les liant à la section « Notes et références ».
Le comte Hubert Pierlot est un homme d'État et avocat belge, né à Cugnon le 23 décembre 1883 et mort à Uccle le 13 décembre 1963. Membre du Parti catholique et président de l'Union catholique belge, il est le Premier ministre lors de l'invasion des Pays-Bas, de la Belgique, du Luxembourg et de la France, par les armées du Troisième Reich, pendant la Seconde Guerre mondiale, soit de mai à juin 1940 et, à ce titre, est amené à diriger durant toute la guerre le Gouvernement belge en exil à Londres.

## Situation personnelle
Hubert Marie Eugène Pierlot est né à Cugnon, un petit village situé entre Bertrix et Bouillon, dans la province du Luxembourg, le 23 décembre 1883. Ses parents appartenaient à une famille catholique éminente et riche qui faisait partie des milieux conservateurs belges. Son frère, Jean Pierlot, deviendra membre de la Résistance et mourra en camp de concentration.
Après des études secondaires à l’école abbatiale de Maredsous puis au collège Saint-Michel des jésuites, rue des Ursulines à Bruxelles (devenu en 1953 collège Saint- Jean-Berchmans), Hubert Pierlot obtient son diplôme de docteur en droit et une licence en sciences politiques de l’Université de Louvain. En 1910, il a achevé son travail de fin d'études par un séjour d'un mois au Canada et aux États-Unis (dans le cadre du Congrès eucharistique à Montréal). À la suite de ce voyage il s'inscrira au Barreau de Bruxelles.
Dès la violation de la neutralité belge par l'Empire allemand le 4 août 1914, Hubert Pierlot décide de s’engager comme volontaire. Il fait la guerre dans l’infanterie tout d'abord dans le 
10e Régiment de Ligne et la termine comme lieutenant au 20e Régiment de Ligne. À la suite du conflit mondial, il demeura officier de réserve. 
En septembre 1919, il épouse Marie-Louise De Kinder, issue d'une famille de la bourgeoisie francophone d'Anvers, le couple aura 7 enfants. Il nouera une amitié avec son beau-frère François De Kinder, qu'il enverra en mission secrète auprès du roi Léopold III lors de la Seconde Guerre mondiale et qui sera fusillé par les Allemands.

## Parcours politique
De février 1919 à décembre 1920, il occupe les fonctions de chef de cabinet du Premier ministre belge Léon Delacroix.
Il devient député du parti catholique (plus tard parti social-chrétien) de Neufchâteau-Virton en décembre 1925, succédant à Edouard Richard. Il est sénateur provincial du Luxembourg de 1926 à 1936 et sénateur élu direct du Luxembourg de 1936 à 1946. Sous le règne de Léopold III de Belgique, Hubert Pierlot est ministre de l'Intérieur (1934-1935) et de l'Agriculture (1934-1935 et 1936-1939), puis Premier ministre et ministre de l'Agriculture (1939).

## Seconde Guerre mondiale
Premier ministre et ministre des Affaires étrangères (1939) à la tête d'une coalition catholique-socialiste, puis catholique-libérale, Hubert Pierlot dirige un gouvernement tripartite d'union nationale à partir du début de la Seconde Guerre mondiale (3 septembre 1939) jusqu'à l'invasion allemande (1940) qui l'amène à quitter la Belgique in extremis dans des circonstances très difficiles. Après l'effondrement du front belge, le roi étant prisonnier des Allemands, Pierlot rencontre, avec Paul-Henri Spaak, ministre des Affaires étrangères, le président du Conseil français Paul Reynaud. Ce dernier prononce le 28 mai 1940 un discours condamnant la reddition belge, ce que les ministres sont bien forcés d'avaliser. Ensuite, c'est une véritable odyssée que celle de Spaak et Pierlot. Entre la mi-juin et août 1940, tous deux restent en France, découragés, prêts à abandonner la partie à la suite de la défaite de l'armée française et de l'armistice franco-allemand.
Le chef du gouvernement, Hubert Pierlot, et les deux chambres du Parlement vont alors s'exiler à Limoges durant quelques semaines et c'est de la capitale porcelainière que députés et sénateurs belges condamnent, le 31 mai 1940, la « honteuse capitulation ».
Alors que le roi Léopold III avait pris le parti d'une reddition militaire de l'armée belge épuisée et abandonnée par l'armée britannique qui préparait son rembarquement à Dunkerque sans rien prévoir pour les Belges, les ministres avaient voulu continuer la guerre aux côtés des Français. Mais, alors qu'ils sont réfugiés à Sauveterre-de-Guyenne, l'armistice franco-allemand de juin 1940 les prive de la protection diplomatique de la France sur ordre du gouvernement de Vichy. Découragés, craignant même d'être livrés à l'Allemagne, ils pensent pourtant devoir exécuter une ultime mission en négociant le retour en Belgique des réfugiés belges de l'exode de 1940 en France, entre autres les 300 000 jeunes des CRAB (centres de recrutement de l'Armée belge). Mais, le 18 juillet 1940, Hitler publie un décret selon lequel il n'y a pas de gouvernement belge. Toutes les demandes des autorités belges pour entrer en contact avec nous doivent être ignorées.

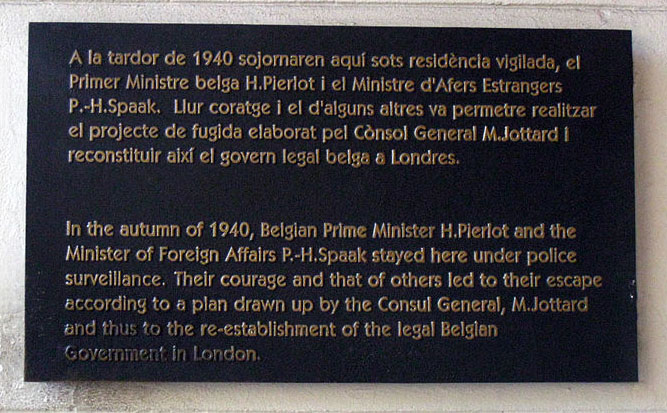
Plaque apposée à Barcelone sur l'hôtel Majestic commémorant le passage de Hubert Pierlot et de Paul-Henri Spaak en direction de Londres.

Pour gagner l'Angleterre, Pierlot et Spaak doivent alors quitter la France, où ils ne sont plus en sécurité, et traverser l'Espagne, grâce à une filière organisée par le ministre Albert de Vleeschauwer revenu de Londres en Espagne et qui est parvenu à les appeler dans leur refuge de Sauveterre-de-Guyenne. Avec l'aide de Belges d'Espagne, ils traversent ce pays cachés dans une camionnette à double fond pour échapper au gouvernement du général Franco, à l'époque sympathisant des Nazis. Finalement récupérés au Portugal par les Britanniques, les deux ministres arrivent à Londres le 22 octobre où les avaient précédés les ministres Albert de Vleeschauwer et Camille Gutt, encouragés par l'ambassadeur belge à Londres, Emile de Cartier de Marchienne. 

## Gouvernement belge en exil à Londres de 1940 à 1944.
Sous le gouvernement Pierlot en exil, la Belgique est représentée au combat de diverses façons : par deux escadrilles belges dans la Royal Air Force, la marine marchande belge mise au service des Alliés, la reconstitution d'une force militaire belge en Grande Bretagne, la brigade Piron, la campagne victorieuse des troupes du Congo belge contre les Italiens en Abyssinie qui se termine par les victoires de Bortaï, Saïo et Asosa, ainsi que les richesses agricoles et minérales du Congo Belge (or, étain, uranium) mises à la disposition de l'effort de guerre allié sous la direction du ministre Albert de Vleeschauwer. En définitive, les Belges mobilisèrent près de 100 000 hommes sous les drapeaux entre le moment de la capitulation et le jour de la victoire finale sur l’Allemagne.

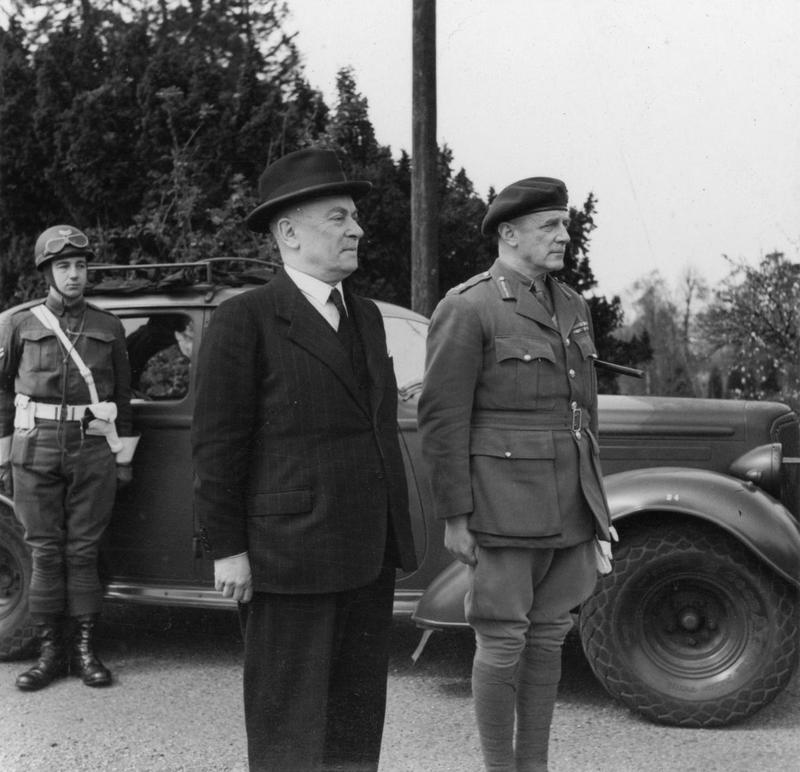
Hubert Pierlot (au milieu) et le général de division Robert Sturges (à droite) lors de sa visite aux commandos britanniques, le 21 avril 1944.

Voulant montrer son indépendance, le gouvernement belge de Londres écrit, le 3 octobre 1941 au général de Gaulle : « Le gouvernement belge a résolu de vous reconnaître en qualité de chef des Français libres qui ont rallié la cause des Alliés. » La Belgique officielle fut ainsi le premier des belligérants à reconnaître les Français libres malgré des pressions britanniques en sens opposé. 
Après la guerre, de retour en Belgique, Hubert Pierlot dirigea un gouvernement quadripartite comprenant catholiques, socialistes, libéraux et communistes puis un gouvernement sans ces derniers de décembre 1944 à février 1945. Hubert Pierlot fut nommé par le prince régent Charles ministre d'État le 3 septembre 1945.
Au sujet d'Hubert Pierlot, Paul-Henri Spaak, ministre dans le gouvernement en exil, devait écrire : « Sérieux jusqu'à la sévérité, honnête jusqu'au scrupule, travailleur infatigable, chrétien fervent, patriote, modèle des vertus civiques, professionnelles et familiales, il était un homme de bien. » 
Les propos du roi Léopold III, dans ses mémoires, sont nettement moins tendres : « Il était susceptible, méfiant, sans souplesse et, de surcroît, borné et incapable d'un geste simplement humain. »

## Question royale
Au-delà d'une querelle entre deux personnes, l'opposition entre Léopold III et Hubert Pierlot traduit l'existence de deux politiques antagonistes. D'un côté, celle défendue par le "château de Laeken"  (lieu de résidence du roi), de l'autre celle des ministres. Depuis le début de la drôle de guerre, Léopold III et son entourage (chef de cabinet et secrétaire) désiraient en effet avoir la main sur deux matières essentielles : la politique étrangère et la politique militaire. À plusieurs reprises, ils prirent des initiatives sans en référer aux ministres. Hubert Pierlot et ses collègues durent s'opposer sans cesse à ces initiatives. De leur point de vue, le roi était certes chef de l'État mais « irresponsable » selon la Constitution qui prescrit : Aucun acte du Roi ne peut avoir d'effet, s'il n'est contresigné par un ministre, qui, par cela seul, s'en rend responsable (Article 106 )..  
Léopold III prônait un retour à la neutralité - comme avant 1914 - tant que le conflit était circonscrit entre la France et le Royaume-Uni contre l'Allemagne. Le gouvernement et le Parlement soutenaient cette politique « intégralement belge » comme l'avait déclaré Paul-Henri Spaak dans un discours prononcé au Parlement belge en 1936. Alors que, jusque-là, la Belgique était liée à la France depuis 1919, après la guerre de 1914-1918, qui avait jeté, de fait, la Belgique envahie par l'Allemagne dans le camp allié pour toute la durée de la guerre.
En cas de nouvelle invasion, l'opinion du roi est que la Belgique devait défendre son territoire en liaison tactique avec les Français et les Britanniques mais à l'exclusion de toute extension militaire dans les pays voisins. Cela impliquait que l'armée et le roi, chef suprême de l'armée de par la constitution, ne sortiraient en aucun cas des frontières du pays. Cela pouvait impliquer qu'en cas de défaite devant la puissance militaire allemande, les hostilités s'arrêteraient, mettant fin à l'entente militaire avec les Français et les Britanniques, et le roi, resté en Belgique, serait confronté ou soumis à l'autorité allemande.
Pourtant, en 1914-1918, sous le roi Albert, père de Léopold III, l'armée avait eu ses installations logistiques en partie en territoire français. Pour Pierlot, d'accord avec ses ministres, une nouvelle invasion de la Belgique devait amener les Belges à rallier, comme en 1914-1918, le camp de la France et du Royaume-Uni jusqu'à la fin de la guerre. Ces puissances avaient accepté en 1936 de garantir le retour à la neutralité belge. Touteois, Léopold III, fidèle à son point de vue de ne pas quitter le pays, ne suivit pas ses ministres en France au soir du 25 mai, lorsque la défaite se précisa. C'est donc dès avant la guerre que naquit ce qui allait devenir la « question royale ».
Il convient de signaler que le roi, qui ne se faisait pas d'illusions sur les intentions agressives de l'Allemagne à l'égard de la Belgique, avait entretenu des rapports secrets avec le général en chef français Gamelin durant la période qui s'étend depuis le début de la guerre entre les Français et les Britanniques contre les Allemands. Le général français l'exposera clairement dans ses mémoires. Notamment, le roi prévint loyalement le général français des intentions stratégiques allemandes à la suite de la prise de documents allemands découverts dans un avion de liaison de la Luftwaffe égaré et tombé en territoire belge (incident de Mechelen-sur-Meuse, janvier 1940). De ces manœuvres secrètes, le premier ministre n'en connaît que le résumé que le roi veut bien en communiquer.
Après dix-huit jours de combats suivant l'attaque allemande du 10 mai 1940, dont la bataille d'arrêt de la Lys, la capitulation de l'armée belge devenait inévitable dès lors que les troupes britanniques abandonnaient la droite de l'armée belge pour se rembarquer à Dunkerque. L'amiral britannique Lord Keyes, attaché militaire auprès de Léopold III, révèle dans des mémoires, Un règne brisé, que le roi conclut à un lâchage, ce qui l'amena donc à se résigner à la reddition de l'armée belge. Il est à noter que Léopold III en prévint le roi britannique, George VI, par l'intermédiaire de Lord Keyes et que les services d'écoute de l'armée française reçurent les messages royaux au général Blanchard prévenant de l'effondrement de l'armée belge isolée et à bout de force et de munitions, comme le révèle dans son livre le 18e jour celui qui allait être un grand résistant français, le colonel Rémy. Cela n'empêcha pas le président du Conseil français Paul Reynaud d'affirmer, dans un discours radiodiffusé, qu'il s'agissait d'une trahison, le roi n'ayant, prétendument, prévenu personne.

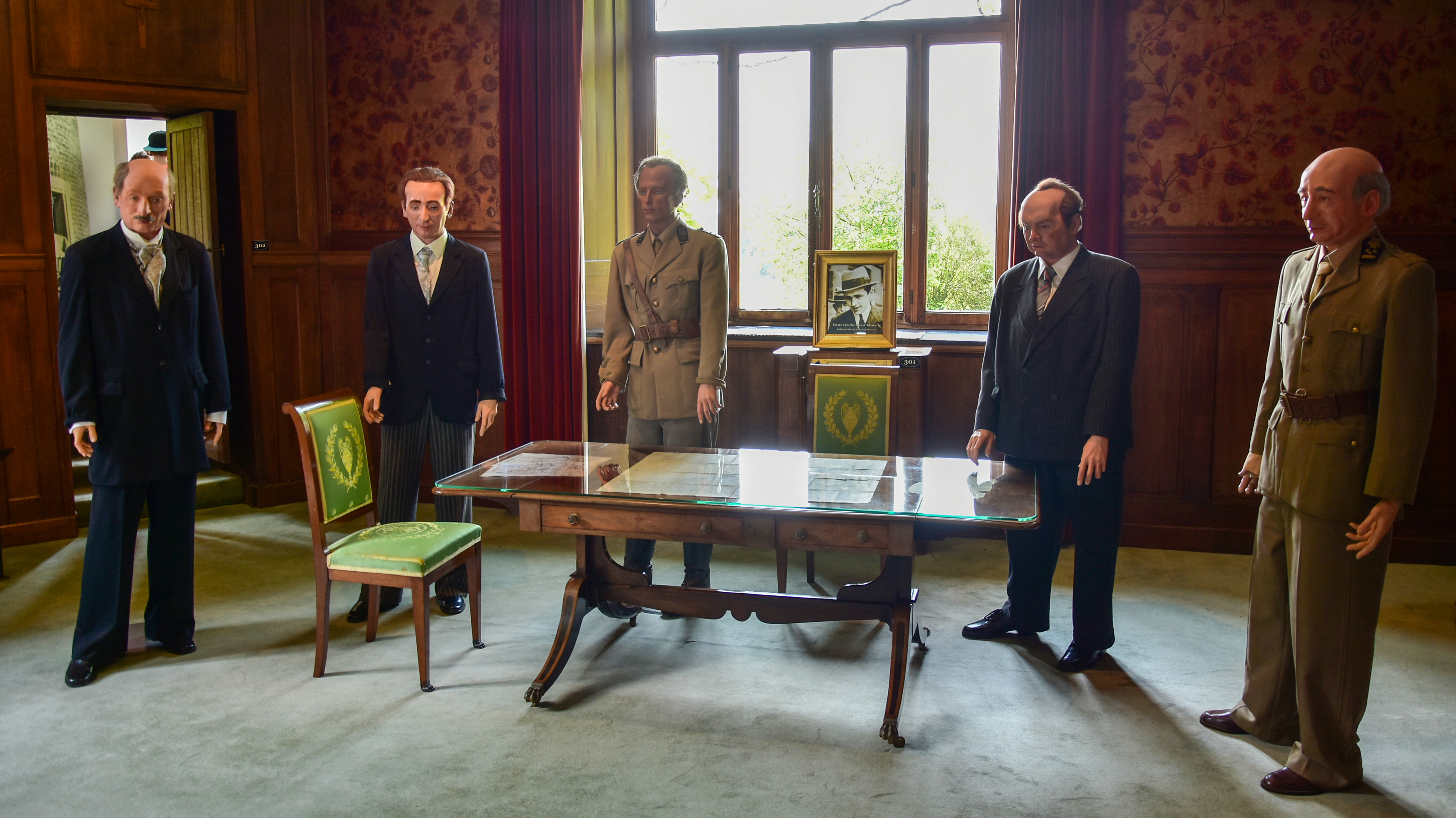
Entrevue entre le roi Léopold III et ses ministres au château de Wynendaele, à l'issue duquel le roi refuse de suivre ceux-ci hors du territoire national. L'épisode sera connu après guerre sous le nom de Drame de Wynendaele.

Reynaud était peut-être sincère puisqu'on sait que l'état-major français ne le tenait pas au courant de la réalité militaire catastrophique des troupes alliées. En effet, le 15 mai, lors d'une réunion avec le premier ministre britannique Winston Churchill, il dut reconnaître, avec stupeur, qu'il ignorait qu'il n'existait pas de troupes de réserves françaises, le général en chef français Gamelin ayant reconnu avoir engagé toutes les armées françaises dans l'opération dite « Breda », vers les Pays-Bas, vaincus en quatre jours. Dans tout cela réside l'explication de la méfiance et de l'attitude hostile de Léopold III envers les Alliés. De plus, des considérations de politique générale fondées sur le serment constitutionnel prêté par le roi lors de son intronisation fondaient la volonté royale de rester en Belgique face à l'Allemagne pour prétendre interdire, par sa seule présence, une nouvelle division de la Belgique, comme celle entreprise par l'Empire allemand, en 1914-1918, lorsqu'il occupait les neuf dixièmes du territoire national. Les ministres belges, Pierlot en tête, pensaient, au contraire, que le roi, s'il restait en Belgique sous l'emprise allemande, serait le jouet de l'Allemagne hitlérienne, comme l'avaient été les dirigeants tchèques et slovaques en 1938, notamment le président Hácha, menacés puis manipulés comme des marionnettes par Adolf Hitler.
La reddition est signée par le sous-chef d'état-major de l'armée belge, le roi ne prenant pas part à l'acte par lequel l'Allemagne imposait une reddition sans conditions. Ce qui semble indiquer que Léopold III, en s'abstenant de paraître entériner la reddition, ne voulait pas paraître s'engager au-delà de ses responsabilités de chef d'armée. Étant chef de l'exécutif, c'est-à-dire du gouvernement, il voulait éviter que la reddition militaire put paraître ressembler à une capitulation politique (comme cela allait être le cas des Français avec l'armistice qu'ils conclurent avec l'Allemagne un mois plus tard).
« Il ne peut être question d'une paix séparée », comme l'affirma le roi à Lord Keyes.
D'ailleurs, le roi fut placé en résidence surveillée par les Allemands dès le 29 mai, c'est-à-dire que, prisonnier de l'ennemi, il perdait le droit d'exercer toute fonction à la tête du pouvoir exécutif, c'est-à-dire du gouvernement, de par la constitution belge. Dans un tel cas, la constitution prévoit que l'exécutif composé des ministres peut exercer le pouvoir sans le seing royal à la condition de prendre ses décisions collégialement et d'en obtenir l'approbation parlementaire. C'est ce que proclama le gouvernement Pierlot dès que le Premier ministre fut arrivé à Paris en compagnie de Paul-Henri Spaak, ministre des Affaires étrangères. Les deux ajoutèrent dans un discours à la radio française que la Belgique continuait la guerre et qu'ils blâmaient la décision du roi de rester en Belgique. Le parlement belge, lorsqu'il put à nouveau siéger, dès septembre 1944, accorda son approbation au gouvernement belge pour son action dans la défense de la Belgique pendant quatre ans.
Cepenant, le roi aurait voulu un arrêt total des hostilités étendu au Congo belge et aux jeunes recrues belges évacuées en France avec divers services logistiques. Toutefois, la reddition ne fait aucune référence aux troupes belges d'Afrique et de France. Il paraît vraisemblable que le roi aurait pu vouloir conserver son autorité sur le Congo belge, dont il savait qu'il suscitait les convoitises britanniques. Néanmoins. sa situation de prisonnier lui enlevant tout pouvoir, c'est le gouvernement Pierlot qui, depuis Londres, put diriger le Congo, le Rwanda et le Burundi en les mettant au service de la cause alliée, tant économiquement que militairement.
Dans la vision du roi, à la fin de mai 1940, la durée de la guerre n'était plus qu'une question de semaines. Il n'avait pas tort pour ce qui concernait la France, mais il pensait aussi que les Britanniques et les Allemands allaient signer une paix de compromis. C'est pourquoi il a cherché à entrer en contact avec Hitler dès le 31 mai,,. Il aurait eu l'intention de former un gouvernement belge sous l'occupation, qui aurait eu une souveraineté limitée aux questions nationales. Toutefois, cette perspective se révélait impossible tant que le gouvernement Pierlot ne démissionnait pas, ce qu'il avait refusé dès le 26 mai, et que le parlement belge ne pouvait se réunir librement pour voter la confiance à un nouveau gouvernement.

Dans son discours du 28 mai 1940, afin de préparer la défaite de l'armée française dont il pressent déjà le caractère inéluctable, Paul Reynaud accuse donc les Belges de traîtrise et de lâcheté et les rend responsables de la situation de l'armée française 

« L'armée belge vient de capituler, sans conditions, en rase campagne, sur l'ordre de son Roi, sans prévenir ses camarades de combat français et anglais, ouvrant la route de Dunkerque aux divisions allemandes. Il y a 18 jours, le même Roi qui, jusque-là, avait affecté la même valeur à la parole de l'Allemagne qu'à celle des Alliés, nous avait adressé un appel au secours. À cet appel, nous avions répondu suivant un plan arrêté depuis décembre dernier par les états-majors alliés. Or, voici qu'en pleine bataille, sans prévenir le général Blanchard (sic), sans un regard, sans un mot pour les soldats français et anglais qui, à son appel angoissé, étaient venus au secours de son pays, le roi Léopold III de Belgique a mis bas les armes. C'est là un fait sans précédent dans l'Histoire. »

 Le discours sévère de Pierlot à la radio française pour condamner l'attitude du roi ne sera jamais pardonné par celui-ci et va, sur le coup, choquer la majorité de l'opinion publique belge désireuse que cessent les combats 

« Passant outre à l'avis formel du Gouvernement, le Roi vient d'ouvrir des négociations et de traiter avec l'ennemi. La Belgique sera frappée de stupeur, mais la faute d'un homme ne peut être imputée à la Nation entière. Notre armée n'a pas mérité le sort qui lui est fait. Le Roi, rompant le lien qui l'unissait à son peuple, s'est placé sous le pouvoir de l'envahisseur. Dès lors, il n'est plus en situation de gouverner. »

Un temps réfugiés à Poitiers puis à Limoges en juin avec plusieurs parlementaires, le premier ministre Pierlot et le ministre des affaires étrangères Spaak furent privés de la protection diplomatique française lorsque le gouvernement du maréchal Pétain fut mis au pouvoir par l'assemblée nationale siégeant à Bordeaux. Dans le village de Sauveterre-de-Guyenne, qui leur avait été attribué comme lieu de résidence par le gouvernement Reynaud, les deux ministres, après avoir envisagé de s'occuper, comme dernière tâche, du rapatriement des Belges, comprirent qu'ils avaient perdu toute espèce de crédit international lorsqu'ils furent mis au courant par un préfet que le führer avait commandé qu'ils n'aient droit à aucun égard de la part des autorités militaires et diplomatiques allemandes. Il existait un réel danger que les ministres, s'ils tombaient aux mains des Allemands, soient arrêtés comme ayant fait partie de gouvernements belges qui avaient persisté dans leur soutien aux gouvernements républicains espagnols soutenus par les communistes. Pierlot et Spaak les comprirent encore mieux lorsque, ayant passé la frontière espagnole dans l'espoir de parvenir au Portugal, ils furent bloqués dès leur arrivée sans aucune explication quant au sort qu'on leur réservait. Arriva alors providentiellement le ministre des colonies Albert de Vleeschauwer, venu d'Angleterre, où il était parti avec les pleins pouvoirs pour sauvegarder les intérêts belges en Afrique. Il était muni de passeports diplomatiques portugais, mais il fallut cependant organiser une traversée clandestine de l'Espagne pour les deux ministres qui ne parvinrent au Portugal qu'après s'être cachés derrière le double fond d'une camionnette appartenant à un ennemi du régime du général Franco

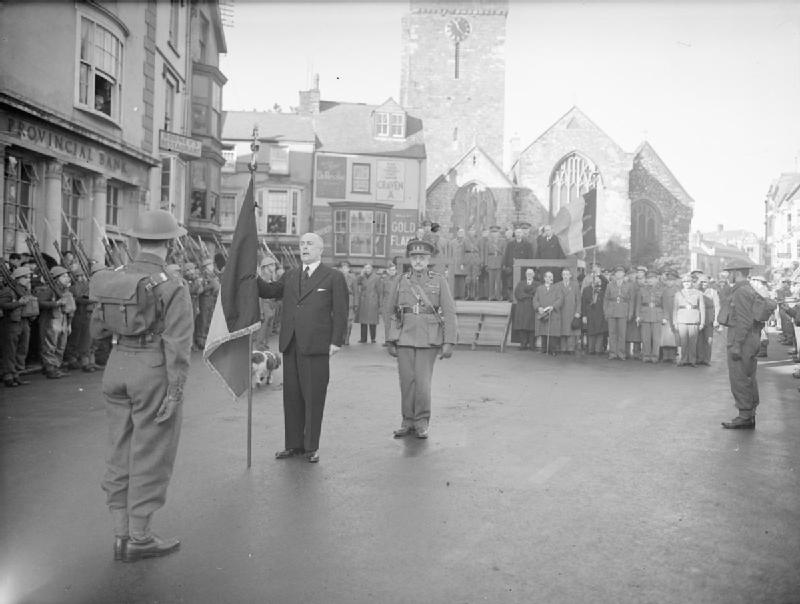
Hubert Pierlot présentant les couleurs aux troupes belge à Tenby.

Installé à Londres à la tête du gouvernement en exil, Pierlot put diriger l'effort de guerre belge avec trois escadrilles dans la Royal Air Force, une en Afrique ainsi que les campagnes victorieuses des troupes du Congo belge contre les troupes italiennes d'Abyssinie. En même temps se reconstituait une force terrestre qui, plus tard, allait participer à la libération de la Belgique.
Sous l'égide du ministère des Colonies, le Congo belge participait aussi par des fournitures stratégiques (bauxite, uranium, etc. et céréales) avec le concours de la marine marchande dont la plus grande partie avait pu échapper à la capture. Les livraisons belges donnèrent lieu, plus tard, à des paiements par les Alliés, notamment les Américains, qui contribuèrent au redressement de la Belgique d'après-guerre.
Dans la suite des années, le roi ne donne aucun signe d'une évolution de la ligne politique qu'il s'est imposée. Il refuse de renouer avec le gouvernement en arguant de son état de prisonnier et de son « impossibilité de régner » telle que décrétée par ce même gouvernement en mai 1940. On sait, cependant, qu'il autorisa le chef de sa maison militaire, le général Tilkens, à procurer des armes à un mouvement de résistance, le (Mouvement national royaliste). Les ministres ont essayé à plusieurs reprises de reprendre le contact durant le conflit. Ils le faisaient d'ailleurs autant dans l'intérêt de la Belgique que de la monarchie et, par conséquent, de Léopold III lui-même. Celui-ci restait apparemment dans son attitude d'attentisme renforcée par sa situation, entouré de soldats allemands et accompagné partout, même dans ses promenades dans le parc du château, par un aide de camp allemand, Werner Kiewitz.
Le 11 septembre 1941, Léopold III (veuf depuis la mort de la reine Astrid dans un accident de voiture en 1935) se remarie religieusement avec Lilian Baels. Le 6 décembre 1941, l'annonce en est faite dans les églises par un message du cardinal van Roey, ce qui révèle à l'opinion publique que, tout en étant « prisonnier », le roi bénéficie cependant d'une liberté que n'ont pas les militaires prisonniers en Allemagne, loin de leurs familles et de leurs amours. Il en résulte le début d'une désaffection dans le peuple belge. À Londres, le gouvernement Pierlot ne fait aucun commentaire.
En décembre 1943, le roi étant très critiqué par certains Alliés, Pierlot se résolut à charger son beau-frère François De Kinder d'une mission de la dernière chance, dite mission Xavier, pour tenter une réconciliation entre le roi et le gouvernement après les divergences de mai 1940. Après remise du message destiné au roi, De Kinder attendant réponse fut arrêté et abattu par les Allemands dans la région de Verdun le 31 août 1944. A la suite de cette mission Xavier, le roi précisa sa position dans un « Testament politique » daté du 25 janvier 1944. Ainsi Pierlot perdait celui qu'il considérait comme un ami après avoir perdu son frère Jean, également arrêté par les Allemands. En avril 1941, Pierlot perdait déjà deux de ses fils, morts accidentellement dans l'incendie du train qui les amenait à leur collège anglais .
Léopold III campa toujours sur sa position. Le « Testament politique », texte de portée générale, est, finalement, la réponse du souverain au gouvernement. Pierlot a pu prendre connaissance des éléments essentiels de cet écrit dès juin 1944. Plusieurs d'entre eux sont très embarrassants pour le souverain qui parle notamment d'occupation allemande et anglo-américaine (à venir), qui n'utilise jamais le terme « Alliés », qui exige le retour à une stricte observance de la politique de neutralité d’avant-guerre (remettant en cause tous les traités signés par le Gouvernement pendant la guerre). Enfin, aux ministres belges, Léopold III réclamait une réparation "solennelle et entière" à son égard, comme préalable à toute entente.
Le même mois de juin 1944, Léopold III était déporté en Allemagne par les Nazis. Pierlot avait espéré que le souverain renonce à diffuser sa prose. Mais cela ne fut pas possible car Léopold III y tenait absolument. Churchill et Roosevelt purent donc lire ce texte. Du point de vue des Alliés, la cause de Léopold III était dès lors entendue : il devait abdiquer.
De retour en Belgique le 8 septembre 1944, Pierlot est resté à la tête du gouvernement jusqu'en février 1945. Il occupait désormais la fonction contre son goût, mais il voulait présenter son action et celle de ses collègues avant de quitter le pouvoir exécutif. À cette date, il croit encore possible un retour du roi.
En attendant une évolution de la situation, le frère du roi, Charles, prête serment comme régent du royaume.
Léopold III restant fidèle à ses exigences et à ses positions de 1940, malgré sa « déportation » et malgré la victoire alliée, des ministres, ainsi que de nombreux hommes politiques et notables belges défilent chez lui, en exil en Suisse, à Pregny de 1944 à 1950 pour tenter de trouver une entente, mais Pierlot n'est jamais convié à Pregny. À partir de 1945, il s'est en effet rangé dans le camp des partisans de l'abdication. Peu des siens au Parti social-chrétien sont de cet avis, du moins publiquement.
L'ancien Parti catholique, devenu Parti social-chrétien (PSC), est, en effet, le parti le plus proche du souverain, celui dont l'électorat, en majorité flamand, est le plus attaché à la Couronne, alors que, dans l'opposition au roi des socialistes, communistes et d'une partie des libéraux, on parle d'instaurer une république ; pour Pierlot il est urgent de dissocier la monarchie du destin du pays. Il faut aussi éviter de compromettre les intérêts moraux et matériels des mutuelles, syndicats et écoles du mouvement social-chrétien. En effet, le soutien de l'aile droite du parti à la cause du roi menace les positions du PSC et de ses réseaux sociaux et scolaires, qui pourraient être entraînés dans la chute en cas de disparition de la monarchie.
Ainsi, la « Question royale » avec l'opposition d'une forte minorité des Belges au retour de Léopold III, surtout « la gauche » et une grande part des libéraux, avait des racines profondes. Un référendum eut lieu en 1950 offrant à l'opinion publique de se prononcer sur le retour du roi exilé en Suisse pendant que son frère Charles assurait la régence. Le résultat a donné une faible majorité en faveur du roi, mais voyant les troubles qui éclataient dans la population (fusillade de Grâce-Berleur), le roi se résigna à abdiquer en faveur de son fils qui devient le roi Baudouin de Belgique.

## Retrait de la politique

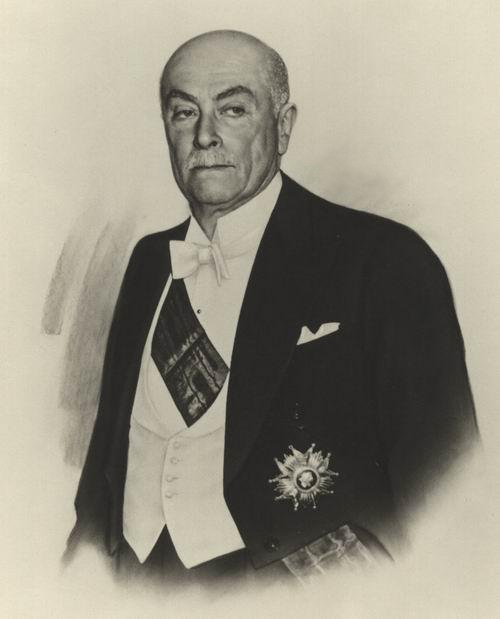
Le comte Hubert Pierlot vers la fin de sa vie.

Souhaitant se représenter lors des élections législatives de février 1946, sa candidature se voit remise en question par les partisans de Léopold III au sein du nouveau Parti social-chrétien successeur du parti catholique, qui voit en lui un facteur de division. Il renoncera finalement à une candidature et se retire définitivement de la vie politique.
En 1947, Pierlot développe son point de vue dans douze articles retentissants parus dans Le Soir de Bruxelles entre le 5 et le 19 juillet, intitulés Pages d’histoire. Cette prise de position ne lui sera jamais pardonnée au Palais et dans l'opinion catholique, à l'exception des démocrates-chrétiens. Elle venait pourtant après une série d'attaques ad hominem d'une rare violence et d'études partiales. Pierlot voulait parler au nom de la « vérité » qui a « ses droits ». 
En août 2016, le Service de droit public du professeur Christian Behrend de l'Université de Liège publie les Pages d'histoire, absentes de nombreuses bibliothèques universitaires, notamment du fait de "disparitions curieusement fortuites" des éditions du Soir de l'été 1947 
Hubert Pierlot profita de sa retraite pour défendre la mémoire de François De Kinder et de l'action de son gouvernement Pierlot IV durant la guerre.

## Fin de vie et mort
Dès lors, retiré de la politique, Pierlot retourna à la pratique du droit à Bruxelles et vécut les dernières années de sa vie isolé, soutenu par quelques rares amis. Il meurt le 13 décembre 1963, dix jours avant son 80e anniversaire, dans la commune bruxelloise d'Uccle.
Il fut enterré à Cugnon,, sa ville natale, lors de funérailles modestes. Sur sa tombe, il n'y a ni épitaphe, ni inscription mentionnant son rôle pendant la Seconde Guerre mondiale, ni son titre de ministre d'État et de comte, seulement son prénom et son nom de famille.

## Famille
Jean Pierlot (né à Cugnon le 16 mai 1881), frère d'Hubert Pierlot, est curé d'Herbeumont, résistant mort en déportation le 7 janvier 1944 au camp de concentration de Neutitschein, Moravie-Silésie, Tchéquie. Il y a une place Chanoine Pierlot à Cugnon. Un autre prêtre d'Herbeumont, Armand Capon (né à Aisne - Heyd (Durbuy), le 16 décembre 1894) est aussi mort déporté, le 30 mars 1945 au camp de concentration de Bergen-Belsen, en Basse-Saxe, Allemagne.

## Honneurs

### Distinctions belges
Il est fait ministre d'État le 3 septembre 1945. Il a été anobli comte par un arrêté du prince-régent Charles en 1946.
- Commandeur de l'ordre de Léopold
- Officier de l'ordre de la Couronne
- Officier de l'ordre de Léopold II
- Croix de guerre 1914-1918
- Médaille du combattant volontaire 1914-1918
- Médaille de l'Yser
- Croix de guerre
- Médaille commémorative de la guerre 1914-1918
- Médaille de la Victoire 1914-1918
- Croix militaire de seconde classe
- Médaille commémorative du centenaire de l'indépendance nationale

### Distinctions étrangères
Grand-croix de :
- Grand-croix de la Légion d'honneur (France)
- Grand-croix de l'ordre de la Couronne de chêne (Luxembourg)
- Ordre de l'Étoile Brillante (Chine)
- Grand-croix de l'ordre national de la Croix du Sud (Brésil)
- Chevalier Grand-croix de l'ordre du Lion néerlandais (Pays-Bas)
- Commandeur grand-croix de l'ordre royal de l'Étoile polaire (Suède)
- Ordre de la Couronne de Siam (Siam)
- Grand Officier de l'Ordre de la Couronne (Iran)
- Médaille présidentielle de la Liberté (États-Unis)

### Monument
À Cugnon, un monument a été érigé à l'initiative de la Fondation Pierlot le 5 mai 1990, en présence des Chasseurs ardennais. La stèle  commémorative est composée de deux plaques d'ardoise avec des inscriptions en hommage à l'homme d'État que fut Hubert Pierlot,.

## Archives
Les archives du Comte Hubert Pierlot sont conservées aux Archives générales du Royaume à Bruxelles. Elles ont trait aux années 1914 à 1972. Si le fonds aborde l’ensemble du parcours politique du ministre d’État, les documents se concentrent sur la période de l’invasion et de l’exil (1940-1944). La valeur historique de nombre de documents relatifs à l’avant-guerre, la Libération et l’après-guerre est digne d’intérêt. Les documents d’ordre familial ou personnel sont d’autant plus précieux qu’ils sont rares. L'inventaire des archives a été publié par les Archives générales du Royaume en 2017.
Ces archives sont librement consultables à partir du 1er janvier 2019. Avant cette date, elles pourront être données en communication moyennant l’autorisation écrite préalable de l’Archiviste général du Royaume après avis des ayants-droit.